# Hulk (Film)
Hulk ist eine Verfilmung des gleichnamigen Marvel-Comics durch Regisseur Ang Lee aus dem Jahr 2003. In den Hauptrollen sind Eric Bana, Jennifer Connelly und Nick Nolte zu sehen. Der Film übernimmt typische optische Grundprinzipien des Comics, zum Beispiel durch Aufteilen des Bildes mittels Split Screen wie auf einer Comicseite. Der Film startete am 3. Juli 2003 in den deutschen Kinos.

## Handlung
In den sechziger Jahren sucht der für das Militär arbeitende Dr. David Banner nach Wegen, die Widerstandskraft des menschlichen Körpers gegen Chemiewaffen zu verbessern. Entgegen einer ausdrücklichen Anweisung seines Vorgesetzten General Thaddeus Ross setzt er dabei auf Modifikationen des Immunsystems und unternimmt auch Selbstversuche. Nach der Geburt seines Sohnes Bruce bemerkt er, dass er ihm genetische Mutationen weitergegeben hat. Als Dr. Banners Vorgesetzte herausfinden, dass er trotz deren Verbots seine Forschungen fortgeführt hat und ihm seine Lizenzen entzieht, zerstört Dr. Banner in einem Wutanfall sein Labor und tötet seine Ehefrau. Der kleine Bruce muss dies mitansehen und verdrängt diesen Vorfall fortan aus seinem Gedächtnis.
David Banner kommt in eine Nervenheilanstalt, während sein Sohn Bruce bei Pflegeeltern in dem Glauben aufwächst, seine beiden leiblichen Eltern seien tot. Aus Bruce wird ein Experte auf den Gebieten der Gentechnik, der Nanotechnologie und der Strahlenphysik. In dieser Funktion arbeitet er mit seiner Ex-Freundin Betty Ross, Tochter von General Thaddeus Ross, am Berkeley-Institut für nukleare Bio-Technologie.
Major Glenn Talbot, der das Militär verlassen hat und als ziviler Auftragnehmer für Bettys Vater arbeitet, bietet Betty die Mitarbeit an seinem neuen Projekt an; Betty lehnt jedoch ab.
Bei einer Fehlfunktion der Labormaschinen wird Bruce einer Dosis Gammastrahlen ausgesetzt. Bruce fühlt sich durch den Vorfall gesundheitlich sogar besser als vorher. Doch hat die Strahlung Gensequenzen aktiviert, die er durch die Selbstversuche seines Vaters in sich trägt.
Der Mann, der seit kurzem im Labor als Hausmeister tätig ist, gibt sich Bruce gegenüber als sein Vater zu erkennen; der aufgebrachte Bruce schickt ihn fort. Betty wiederum wird nach langer Zeit von ihrem Vater kontaktiert, der sich, von Glenn informiert, nach den Aktivitäten von Bruce erkundigt.
Während Betty Bruce telefonisch über das Gespräch mit ihrem Vater informiert, wird Bruce immer wütender und verwandelt sich schließlich in ein übermenschengroßes grünes Ungeheuer, den „Hulk“. Während Bruce als Hulk das Labor verwüstet, trifft er auf seinen Vater; in Bruce werden dadurch Kindheitserinnerungen wach.
Da David Banner in Betty eine Gefahr sieht, hetzt er seine mittels Bruce’ DNA genetisch veränderten Hunde auf sie; Bruce rettet ihr als Hulk das Leben. Nach seiner Rückverwandlung vermutet Betty, dass seine Verwandlungen von verdrängten Kindheitserinnerungen ausgelöst werden.
General Ross fürchtet, dass Bruce die Taten seines Vaters wiederholen könnte; Betty plädiert wiederum dafür, dass Bruce Hilfe braucht. Betty wirft Dr. David Banner vor, durch seine Experimente seinem Sohn Angst vor dem Leben mit auf den Weg gegeben zu haben. Dr. Banner wiederum ist verbittert, weil er durch Bettys Vater seine Arbeit verlor und so kein Heilmittel für seinen Sohn mehr entwickeln konnte; bei dem Versuch, zur Verhinderung weiteren Unheils seinen Sohn zu töten, tötete er versehentlich seine Frau, als diese ihren Sohn schützen wollte. Bruce wird mit einem Pfeil betäubt und auf eine Militärbasis in der Wüste geflogen.
Glenn hat von Bettys Vater die Erlaubnis erhalten, beim Hulk zu experimentellen Zwecken eine Biopsie vorzunehmen, um aus dessen Verwandlungsfähigkeiten Profit zu schlagen. Er schickt dem in einem Floating-Tank ruhenden Bruce Nervenimpulse, die ihn erneut in Hulk transformieren; Glenn misslingt die Probenentnahme und als er, wie für diesen Fall vorgesehen, Hulk mit einer Gewehrgranate töten will, prallt sie an diesem ab und trifft ihn selbst. Auf seiner Flucht durch die Wüste wird Hulk vom Militär gejagt. In San Francisco angekommen, kann ihn erst Bettys Anblick besänftigen; er verwandelt sich in Bruce zurück.
David Banner hat Betty um ein Gespräch mit seinem Sohn gebeten, das ihr Vater gestattet. David Banner hat sich zuvor selbst den Gammastrahlen ausgesetzt und die Fähigkeit erhalten, mit seiner Umgebung zu verschmelzen. Er nimmt die Energie aus einer neben dem Gesprächspodest befindlichen Stromleitung auf und verwandelt sich in ein elektrisches Ungetüm; Bruce wird zu Hulk und nimmt den Kampf mit ihm auf. Ein Blitzeinschlag teleportiert sie mitten in die Wüste, wo der Zweikampf fortgesetzt wird. David Banner versucht mit seinen neuen Superkräften die Gamma-Kräfte seines Sohnes zu absorbieren – die traumatischen Erinnerungen, die er dabei empfangen muss, hatte er allerdings nicht dabei bedacht.
General Ross befiehlt den Abwurf einer Gamma-Bombe, danach werden beide für tot gehalten. Im Verlauf des nächsten Jahres wird Betty vom Militär überwacht, da man sich ob der Tötung nicht sicher ist. Bruce arbeitet im Dschungel vom Amazonas als Kinderarzt, bis eines Tages Plünderer auftauchen und die armen Leute schikanieren. Bruce rät den ahnungslosen Männern: „Macht mich nicht wütend. Ihr werdet es nicht mögen, wenn ich wütend bin.“

## Hintergrund

### Zweiter Hulk-Kinofilm
Während der Dreharbeiten plante der Produzent Avi Arad eine Fortsetzung für das Jahr 2005. Das Projekt verzögerte sich; zeitweise dachte Arad über eine Veröffentlichung direkt auf DVD nach. Umgesetzt wurden diese Pläne jedoch nie.
Am 10. Juli 2008 startete Der unglaubliche Hulk in den deutschen Kinos. Trotz der Aussage einer Neuverfilmung gibt es inhaltliche Verknüpfungen zum Film von 2003. Der Film besetzt die Hauptrolle mit Edward Norton neu, Regie führt Louis Leterrier. Die Rolle von Bruce Banners Freundin Betty Ross wurde mit Liv Tyler besetzt, ihren Vater spielt William Hurt. Als Hulks Gegenspieler tritt Tim Roth als Abomination auf. Die Dreharbeiten begannen im Februar 2007 in Toronto und dauerten dort etwa vier Monate an. Gedreht wurde auch in New York City, Rio de Janeiro, Hamilton, Dundas und Belleville.

### Sonstiges
- Regisseur Ang Lee lehnte für diesen Film die Produktion des Films Terminator 3 – Rebellion der Maschinen ab. Mit dem Projekt wurde Mitte der 1990er Jahre begonnen. Ursprünglich war Johnny Depp für die Titelrolle im Gespräch.
- Der Hulk wurde von Industrial Light & Magic vollkommen am Computer generiert. Als Vorbild für den Körperbau diente dabei der deutsche Bodybuilder Günter Schlierkamp.
- Der Film war im Kino ab zwölf Jahren freigegeben, dafür wurde etwas über eine Minute aus dem Film herausgeschnitten. Auf DVD erschien der Film dafür in der ungekürzten Fassung, die ab 16 Jahren freigegeben ist.
- Einige große Kinobetreiber-Ketten in Deutschland weigerten sich den Film zu zeigen, da die Produktionsgesellschaft UIP zu hohe Mieten für den Film verlangt hatte.
- Lou Ferrigno, Darsteller des Hulk in der gleichnamigen Serie, taucht zu Beginn des Films gemeinsam mit Hulk-Schöpfer Stan Lee als Wachmann auf.
- Hulk spielte an den US-Kassen rund 132 Millionen US-Dollar ein. Weltweit erreichte der Film etwa 250 Millionen $. Die Kosten betrugen schätzungsweise 137 Millionen $.[8]

### Synchronisation
- Benjamin Völz: Eric Bana
- Andrea Solter: Jennifer Connelly
- Thomas Danneberg: Nick Nolte
- Reiner Schöne: Sam Elliott
- Bernd Vollbrecht: Josh Lucas

## Kritiken
- Blickpunkt:Film schrieb, die Verfilmung des Kult-Comics mische Elemente eines „Superhelden-Films“, „grandiose Effekte“, „Action“ und die „romantisch-tragische Atmosphäre klassischer Horrorfilme“. Eric Bana „brilliere“ in seiner Rolle.
- film-dienst schrieb, der Film sei eine „Missglückte Comic-Verfilmung, der es weder gelingt, das Schicksal der Figuren zur mitreißenden Geschichte auszuformen, noch zu einer eigenen Ästhetik zu finden.“

## Auszeichnungen
Filmkomponist Danny Elfman wurde 2004 bei den BMI Film & TV Awards ausgezeichnet.
Des Weiteren erhielt der Film mehrere Nominierungen für den Saturn Award und Visual Effects Society Award.
Die Deutsche Film- und Medienbewertung (FBW) verlieh dem Film das Prädikat wertvoll.